# Tanja May (Journalistin)
Tanja May (* 28. März 1973) ist eine deutsche Boulevard-Journalistin. Sie war stellvertretende Chefredakteurin der Zeitschrift Bunte und ist seit 1. Oktober 2021 Unterhaltungschefin und stellvertretende Chefredakteurin von Bild. Mays Art der Berichterstattung ist umstritten. 2021 schrieb das Branchenmedium Übermedien, May sei „die Prominenten-Privatleben-Reporterin des Landes“.

## Leben
Tanja May studierte Germanistik, Politik und Recht an der TU Darmstadt. Von 1997 bis 1999 durchlief sie eine Ausbildung an der Journalistenschule Axel Springer. Von 1999 bis 2000 war sie Redakteurin bei Bild. 2000 wurde May zunächst Unterhaltungs-Redakteurin und später Chefreporterin von Bunte in München, bei der sie 2011 zur stellvertretenden Chefredakteurin aufstieg.
Im Oktober 2021 wechselte May als Unterhaltungschefin und stellvertretende Chefredakteurin zur Bild. Nach Angaben des Axel-Springer-Verlags ist es ihre Aufgabe, „übergreifend für TV, Print und Online die Show-Berichterstattung sowie die Letzte Seite“ zu verantworten.
May hat als Co-Autorin zwei Bücher geschrieben: die Autobiografie 100 Prozent Anders des Sängers Thomas Anders und Keine Lügen, eine Autobiografie des Schlagerduos Fantasy.
Tanja May hat nach eigenen Angaben „über 1600 People-Geschichten“ veröffentlicht, darunter zahlreiche über Stars wie Helene Fischer, Michael Schumacher oder Thomas Gottschalk. Auch über Politiker hat May wiederholt berichtet oder sie interviewt.
2025 wurde ihr der Bayerische Verdienstorden verliehen.

## Kritik und Kontroversen
Mays Strategie über Jahre scheine zu sein, auch Artikel, bei denen relativ offenkundig wäre, dass sie gegen Persönlichkeitsrechte verstießen, zu veröffentlichen, um dann kurz darauf, wenn sich die Betroffenen erfolgreich gewehrt hätten, sie in den elektronischen Ausgaben zu schwärzen, schrieb Stefan Niggemeier von Übermedien 2021. Die Praxis sei zwar nicht nur bei May zu beobachten, komme aber gerade bei ihren vermeintlichen oder tatsächlichen Enthüllungen aus der Privatsphäre von Menschen häufig vor. Man könnte von „Tanja-May-Journalismus“ sprechen: „Artikel, von denen nach wenigen Tagen in den Online-Archiven fast nichts mehr übrig ist.“ Mit ihrem Wechsel zur Bild sei nun dort dieses Vorgehen auch angekommen.
Im Jahr 2010 und 2011 berichtete May ausführlich über den Prozess gegen den früheren ARD-Wettermoderator Jörg Kachelmann, der von einer Frau beschuldigt wurde, sie vergewaltigt zu haben. Kachelmann wurde 2011 freigesprochen. May hatte sich bereits vor Beginn der Hauptverhandlung auf Seiten des vermeintlichen Opfers positioniert. May verteidigte ihre Recherchemethoden. Sie rechtfertigte unter anderem, dass Bunte Zeuginnen des Prozesses Geld für Interviews gezahlt hatte. Einer ehemaligen Freundin Kachelmanns bezahlte die Bunte 50.000 Euro.
2016 ließ Herbert Grönemeyer falsche Aussagen, die unter Mays Redaktionsleitung in der Bunten veröffentlicht wurden, mittels Gegendarstellung richtigstellen. Die Bunte musste einräumen: „Herr Grönemeyer hat Recht.“
2017 wurde die Bunte vor der Pressekammer des Landgerichts Hamburg wegen einer Titelgeschichte von May über den ehemaligen Rennfahrer Michael Schumacher verklagt. Die Bunte hatte 2015, zwei Jahre nach Schumachers Ski-Unfall, getitelt: „Michael Schumacher kann wieder gehen.“ Die Kammer ging davon aus, dass „diese Aussage unwahr ist“. Sie war aber auch davon überzeugt, dass die Zeitschrift eine allgemeine Recherche vorgenommen hatte und die falsche Information von einem Informanten hatte, was die Geldzahlung verringerte. Die Bunte musste 50.000 Euro Entschädigung an Schumacher zahlen, dessen Anwälte mindestens 100.000 Euro gefordert hatten. Das NDR-Medienmagazin ZAPP berichtete über die umstrittene Berichterstattung von Tanja May über Michael Schumacher und über den Prozess. May wollte sich trotz mehrmaliger Nachfrage des ZAPP-Reporters nicht dazu äußern, warum sie sich nie bei der Familie Schumacher nach dem Gesundheitszustand erkundigt hatte.
In den ersten Wochen bei der Bild-Zeitung gab die Zeitung sofort nach der Veröffentlichung einer Geschichte von May über die Schlagersängerin Helene Fischer eine Unterlassungserklärung ab und verpflichtete sich, diese Berichterstattung nicht mehr zu verbreiten. Im E-Paper der „Bild“ folgte auf Seite 3 unmittelbar Seite 5. Es fehlte die Seite 4 mit dem Horoskop, einem Stück über Alec Baldwin, der „Mini-Klatsch“-Rubrik – und einer Geschichte von „Bild“-Unterhaltungschefin May, die sie angeblich „exklusiv aus dem allerengsten Familienkreis“ von Fischer erfahren hatte. Im Januar 2024 veröffentlichte May einen Artikel, in dem der russischen Tänzerin Ekaterina Leonova ihrem „Umfeld“ zufolge eine Rückkehr zu ihrem Ex-Verlobten nachgesagt wurde, was daraufhin von verschiedenen Medien mit Bezug auf den Bild-Artikel aufgegriffen wurde. Leonova bezeichnete die im Artikel getätigten Aussagen noch am selben Tag als eine „Lüge“ und gab kurz darauf in der Münchner Abendzeitung an, entsprechenden Stories ausgeliefert zu sein.
Übermedien fasste die Verleihung des Bayerischen Verdienstordens an May mit Bezug auf ihre Rügen durch den Presserat und ihre Auseinandersetzungen vor Gericht als "Ehre, wem Ächtung gebührt" zusammen.

## Buchveröffentlichungen
- mit Thomas Anders: 100 Prozent Anders. Edition Koch, Innsbruck 2011, ISBN 978-3-7081-0517-8.
- mit Martin Hein und Fredi Malinowski: Fantasy – keine Lügen. Edition Koch, Innsbruck 2011, ISBN 978-3-7081-0525-3.